# Pelforth
 (novembre 2019).
Si vous disposez d'ouvrages ou d'articles de référence ou si vous connaissez des sites web de qualité traitant du thème abordé ici, merci de compléter l'article en donnant les références utiles à sa vérifiabilité et en les liant à la section « Notes et références ».

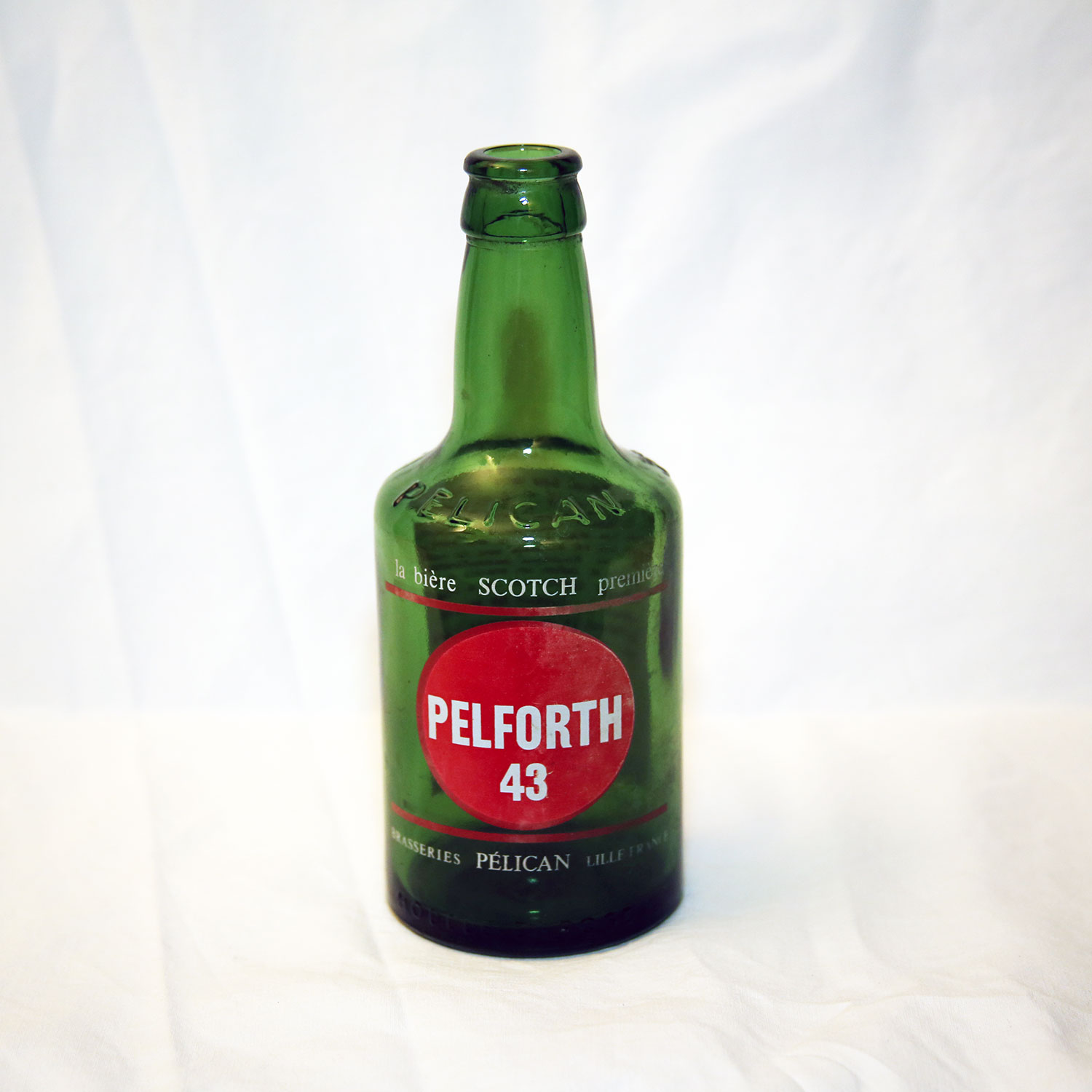
Bouteille de Pelforth 43 Brune (33 cl)

Pelforth est une marque de bière française originaire de Lille et appartenant aujourd'hui au groupe Heineken. Elle est désormais produite à Mons-en-Barœul dans la métropole lilloise.

## Historique

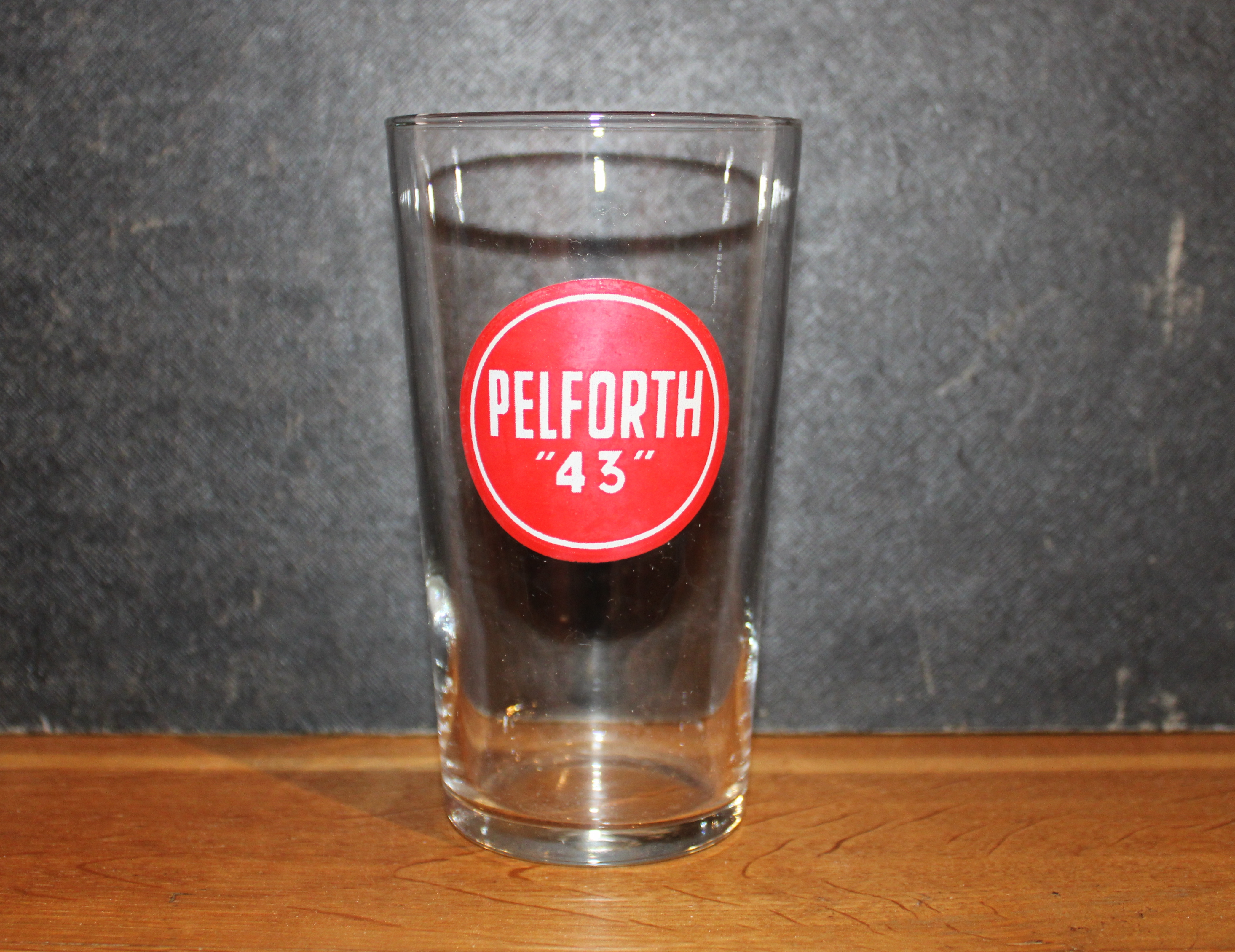
Vieux verre à Bière Pelforth 43.

Vers 1921, Louis Boucquey, Armand Deflandre et Raoul Bonduel, trois brasseurs lillois, décident de s'associer pour surmonter les problèmes de pénurie (notamment de cuivre) et fondent la « brasserie du Pélican », du nom d'une danse très à la mode à ce moment-là. La bière est à fermentation basse et se vend en bouteilles de 33 cl ainsi qu'en fûts.
En 1937, Jean Deflandre, fils d'Armand, assemble deux malts d'orge et utilise la fermentation haute, avec une levure anglaise, pour créer sa bière. Il la nomme « Pelforth 43 », « Pel » pour « Pélican », « forte » car elle contient beaucoup de malt, le tout anglicisé avec un « h ». Le « 43 » fait référence aux 43 kg d'orge par hectolitre et au 43e régiment d'infanterie de Lille. La bouteille subit également un nouveau design.
Même si elle s'arrête pendant la Seconde Guerre mondiale, la production de la Pelforth n'aura pas de mal à repartir dès 1950. La mention 43 est retirée en 1986. La Pelforth se vend en bouteilles de 25 cl, 33 cl, ainsi qu'en fûts de toutes tailles. En 1963 sort la Pelforth Pale qui deviendra en 1991 la Pelforth Blonde.
En 1972, la brasserie du Pélican adopte le nom de brasserie Pelforth. Elle est rachetée par le groupe BGI en 1980, puis par la Française de Brasserie en 1986, elle-même englobée dans le groupe Heineken en 1988.
La limonade Pelforth, créée en 2001, est la seule boisson non alcoolisée de la marque mais ne remporte pas un grand succès.
Actuellement[Quand ?] la production est majoritairement issue de la brasserie du Pélican de Mons-en-Barœul, la Pelforth Blonde est (ou a été) également produite par les brasseries de l'Espérance à Schiltigheim et de la Valentine à Marseille.

## Les bières

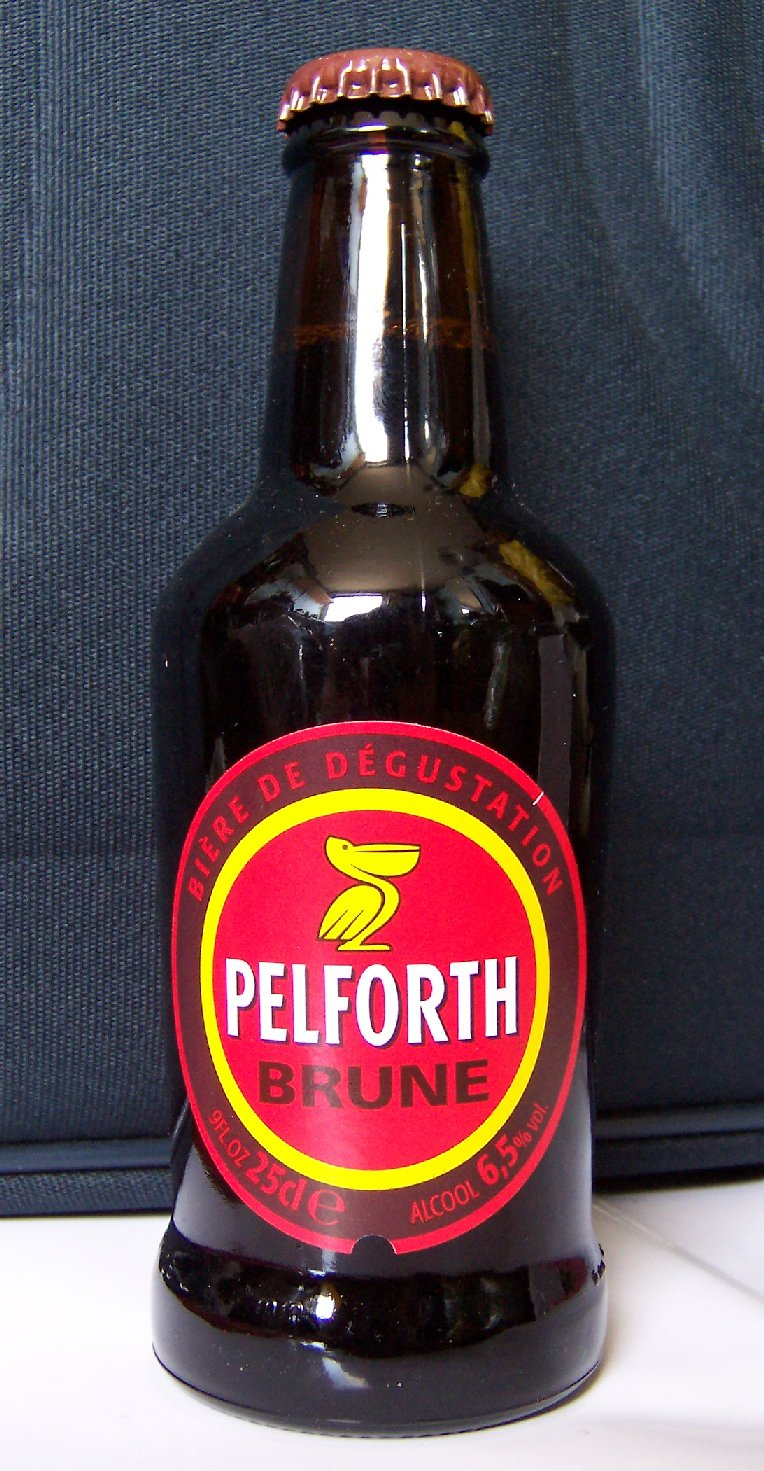
Bouteille 25cl de Pelforth Brune.

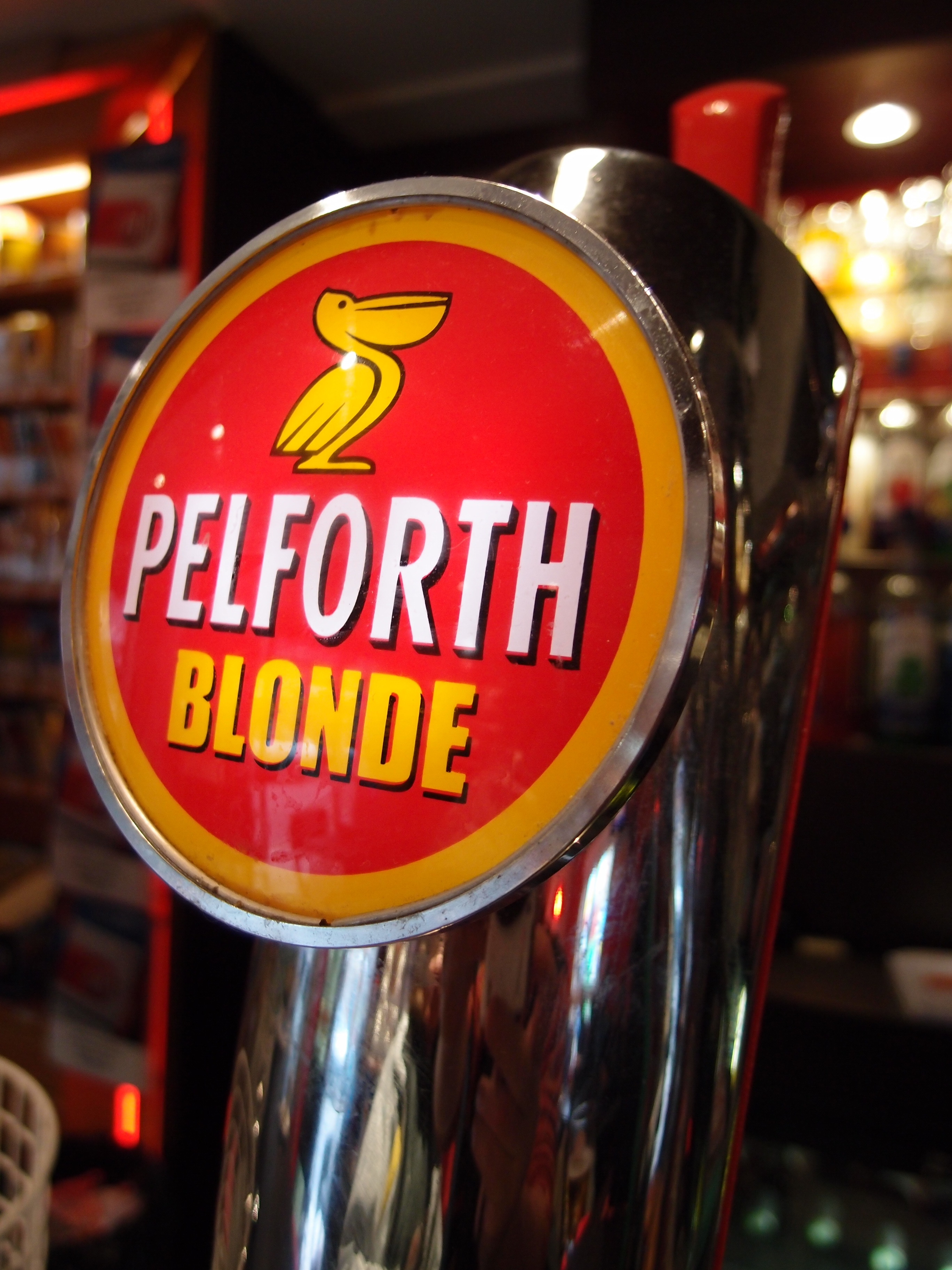
Cannelle Pelforth Blonde.

Ancien logo Pelforth.

### Pelforth Brune
Bière brune, 6,5 %, anciennement Pelforth 43, elle a un fort goût de caramel ou de miel, et légèrement de café. Elle est relativement sucrée et peu amère, pour une bière brune.
Ingrédients : eau, malt d'orge, caramel aromatique, houblon, colorant E150c (caramel ammoniacal).

### Pelforth Blonde
Bière blonde, 5,8%, anciennement Pelforth Pale, renommée Pelforth Blonde en 1991.
Ingrédients : eau, malt d'orge, sirop de glucose, maïs, extraits de houblon.

### Pelforth Ambrée
Bière ambrée, 6 %, lancée en 2003.

### Pelforth 3 Malts
Bière blonde, 6,9 %, lancée en 2011. Elle est brassée avec trois différentes sortes de malts.

### Pelforth de Printemps
Bière de saison.

### Pelforth Radler
Bière aromatisée au jus de citron et au jus de pamplemousse rose, 2,5 %.